# Eduard Escalante i Mateu
Eduard Escalante i Mateu (Canyamelar, València, 1834 - València, 30 d'agost de 1895) fou un autor teatral valencià.
Orfe de mare quan nasqué, son pare va ser desterrat, com a liberal, amb l'editor Marià Cabrerizo, després dels successos de 1835, que produïren la dimissió del comte d'Almodòvar. Mort el pare el 1839, Escalante quedà a càrrec d'uns familiars. Estudià dibuix en la societat "El Liceo" i, a partir de 1847 encetà el treball com a pintor de ventalls. Després d'una breu estança a Madrid, col·laborà amb composicions poètiques en periòdics d'Alacant com "El Iris" i "La Palma", i els de València "La flauta", "El Rehilete" i "El Rubí". En aquella època escrigué un drama, Raquel. El 1855 escrigué dos miracles de Sant Vicent: La vanitat castigada i La muda. El 1861 es donà a conéixer com a sainetista, amb la peça Deu, dèneu i noranta, la qual en seguiren fins a quaranta-set, la majoria de les quals aconseguiren un gran èxit de públic: La satresseta, Què no serà, Un grapaet i prou, La processó per ma casa, El bou, La mula i l'àngel bobo, A la vora d'un sequiol, Una nit en la Glorieta, Als lladres, Una sogra de castanyola, Les xiques de l'entresuelo, Tres forasters de Madrid, Les criaes, Les coentes, L'herència del rei Bonet, Trapatroles, etc.
El teatre d'Escalante, en l'aspecte lingüístic, és un mostrari molt variat de la situació idiomàtica de la ciutat de València, sobretot en els barris populars, en la segona mitat del segle xix. La temàtica gira sobre eixos ambients i personatges tipificats: l'avar, el vell verd, la presumida, la xica honesta i discreta, el guapo, els coents, etc. En les seues obres es pot advertir la ideologia popularista i liberal de l'autor, així com unes difuses posicions davant de qüestions idiomàtiques que serien les mateixes posicions del públic al qual anaven destinats els sainets.
Un altre aprofundiment rellevant sobre la significació de l'obra d'Escalante, en aquest cas des de la perspectiva de la sociologia, el trobem en l'extens pròleg (pp. 9-88) de Lluís V. Aracil basat en els sainets Les xiques de l'entresuelo i Tres forasters de Madrid.
A més de les nombroses edicions soltes dels seus sainets fetes en vida de l'autor, a València, el 1894, s'edità una Colección completa de Obras dramáticas d'Escalante.

## Obres
- A la vora d'un sequiol
- L'Agüelo Cuc
- Als lladres
- Barraca en el Cabanyal
- Bolot d'Oros i Mà
- El Bou i la mula o l'Àngel Bobo
- Un Buen moso
- Bufar en caldo gelat
- La Casa de Meca
- La Cencerrada del mercat
- Les Coentes
- La Consoladora, Casa d'empenyos i préstamos
- Corruixetes
- Les Criades
- Des de dalt del Micalet
- El Deu, dèneu i noranta
- En una orxateria valenciana
- Endevina endevinalla o el Tio Perico
- L'Escaleta del dimoni
- La Falla de sant Josep
- Fugint de les bombes
- Un Grapadet i prou
- L'Herència del rei Bonet
- Jeroni i Riteta
- Lepe i Talala
- Matasiete, Espantaocho
- Mentirola i el Tio Lepa
- La Moma
- La Muda
- Una Nit en la glorieta
- Els Nóvios de ma cunyada
- Oros són triumfos o Un solter de l'Hortet
- La Patti de Pescadors
- La Processó per ma casa
- El Rei de les criadilles
- La Sastreseta
- Una Sogra de castanyola
- Tadea la Corsetera
- El Tio Cavila o A divertir-se a un poblet
- Tonico!
- Un Torero d'estopa
- Trapatroles
- Tres forasters de Madrid
- Les Tres palomes
- El Trovador en un porxe
- La Vanitat castigada
- Vides trencades
- La Xala
- Les Xiques de l'entresuelo
- El Xiquet del Milacre